# Яхонтово (Зиминский район)
Яхонтово (также Яхонтовский) — исчезнувшее село, ныне — фермерское хозяйство на территории Ухтуйского сельского поселения Зиминского района Иркутской области.

## Географическое положение
Располагается примерно в 16 километрах от райцентра.

## История
Населённый пункт (тогда заимка) Яхонтово был основан в 1909 году. Название происходит, вероятно, от фамилии Яхонтов. В 1920-е-1930-е годы посёлок Яхонтовский входил в состав Глинкинского сельсовета Зиминского района. Согласно переписи 1926 года, насчитывалось 45 хозяйств, проживало 269 человек (144 мужчины и 125 женщин). В селе был колхоз, который в 1929 году был объединён с колхозами села Глинки и ныне исчезнувшего села Шетик. В 1930-е годы в Яхонтово насчитывалось почти 30 домов, функционировала начальная школа. Большинство жителей села работали на железной дороге, располагающейся примерно в 2-х километрах от Яхонтова. Село Яхонтово как населённый пункт перестало существовать в 1960-е годы. В настоящее время на его территории расположено крестьянско-фермерское хозяйство.